# مونت رايميوكس
مونت رايميوكس (بالإنجليزية: Mont Raimeux)‏ هو أحد جبال سلسلة جورا ويقع في كانتون برن/كانتون جورا في سويسرا. يحتل المرتبة رقم 428 في قائمة جبال سويسرا من حيث الارتفاع، إذ يبلغ ارتفاعه حوالي 1302 متر، بينما يبلغ ارتفاع نتوء الجبل 533 متر.